# Magdalene Schweizer

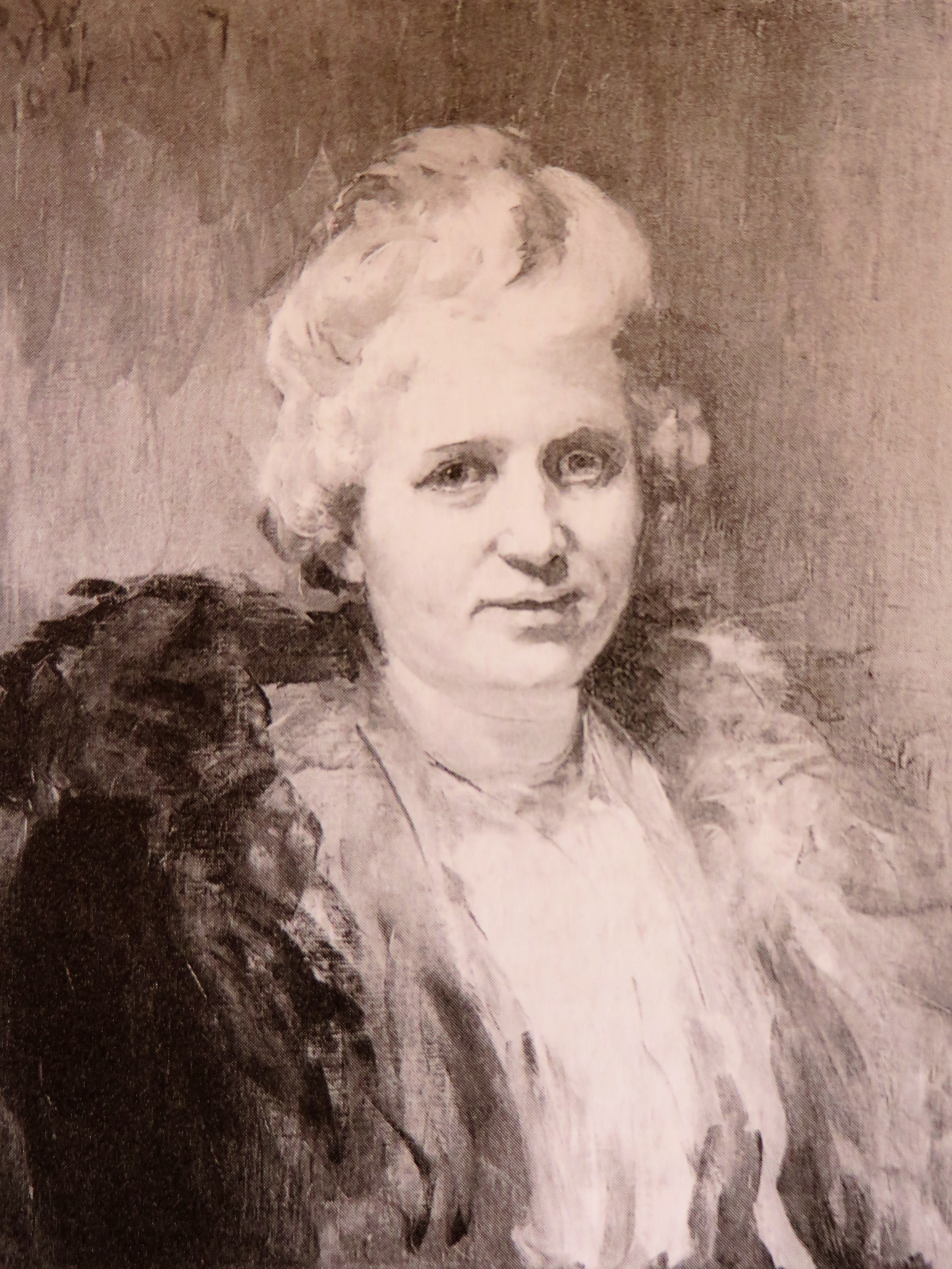
Paula von Waechter: Porträt der Kunsthandwerkerin Magdalene Schweizer 1907

Magdalene Schweizer eigentlich Anna Magdalena Schweizer (geboren 22. Januar 1858 in Feldstetten (Württemberg); gestorben 1923 Stuttgart) war eine deutsche Kunsthandwerkerin und Zeichenlehrerin. Sie war Mitbegründerin und Vorstandsmitglied des Württembergischen Malerinnenvereins und Teilnehmerin auf der Weltausstellung in Chicago 1893.

## Leben

### Jugend und Ausbildung
Magdalene Schweizer stammte aus einer Bauersfamilie von der Schwäbischen Alb. Von ihren neun Geschwistern überlebten nur sie selbst und zwei ihrer Schwestern, Walburga und Marie. Alle drei Schwestern widmeten sich künstlerischen Tätigkeiten. Bereits mit fünf Jahren wurde Magdalenes künstlerisches Talent entdeckt. Sie war später die erfolgreichste der Schwestern.
Schweizer besuchte die Königliche Kunstgewerbeschule München. Zudem erhielt sie Privatunterricht von Robert von Haug in Stuttgart. Sie rundete ihre  Ausbildung ab an der Kunstgewerblichen Lehr- und Versuchswerkstätte in Stuttgart.

### Erste berufliche Schritte
Nach dem Besuch einer Kostümausstellung in München erhielt Schweizer erste Zeichenaufträge. Lange Zeit wurde sie von Ferdinand von Steinbeis protegiert. Als Schweizer sich jedoch weigerte, als Lehrerin an der Frauenarbeitsschule Reutlingen zu arbeiten, kam es zum Bruch mit Steinbeis. Schließlich arbeitete sie für die Firma Friedel in Bad Cannstatt im Marketing. Schweizer konzentrierte sich auf Kostümstudien, überforderte sich jedoch und behandelte die entstandenen Nervenschmerzen mit den von Steinbeis verordneten Mitteln.

### Städtische Kunstgewerbeschule für Frauen
Schweizer war lange Jahre hauptamtliche Lehrerin an der Städtischen Kunstgewerbeschule für Frauen, die der Städtischen Gewerbeschule angeschlossen war und eigene Werkstätten hatte. Das vierjährige kunstgewerbliche Studium mit Unterricht im Entwerfen schloss mit dem Staatsexamen für Zeichenlehrerinnen ab. 1913 wurde die Städtische Kunstgewerbeschule für Frauen in die Königlich Württembergische Kunstgewerbeschule unter Bernhard Pankok integriert. Ab 1916 hatte eine der neun Werkstätten die „Höhere Kunstgewerbliche Frauenarbeit“ zum Inhalt. Schweizer gab Zeichenunterricht und unterrichtete die Textil-, Batik- und Keramikklasse.
Schülerinnen (Auswahl)
An der Städtischen Kunstgewerbeschule für Frauen unterrichtete Schweizer eine Reihe von Künstlerinnen, die zu ihrer Zeit Bekanntheit erreichten:
- Hilde Böklen (Schülerin 1913–1915)[9]
- Sophie Dorothea Eckener (Schülerin 1899–1901) Modellieren, Pflanzen- und Tierstudien.[10]
- Herta Kasten
- Hedwig Pross
- Käte Schaller-Härlin (Schülerin 1893–1894)[11][12][13]
- Martha Schaupp-Welsch
- Elsbeth Stockmayer

Privatunterricht
Schweizer gab auch Privatunterricht:
- Clara Brigel (1872–1955) im Porzellanmalen.

### Württembergischer Malerinnenverein
Bei der Gründung des Württembergischen Malerinnenvereins dachten die Gründerinnen Anna Peters und Sally Wiest zunächst nur an Malerei und Bildende Kunst. Wohl auf Anregung von Marie Wiest wurde schließlich Magdalene Schweizer eingeladen, sich 1893 als Gründungsmitglied für den Verein zu beteiligen. Sie engagierte sich fortan dafür, dass das Thema Kunsthandwerk gebührenden Raum im Vereinsleben fand. Im Jahr 1900 gewann sie für 2,5 Jahre die Wahl zur stellvertretenden Vorsitzenden des Vereins.

### Künstlerin
Berühmt war Schweizer für textile Arbeiten und Lupenmalerei auf Porzellan.
Weltausstellung Chicago 1893
Ein Frauenkomitee wählte die Künstlerinnen für den Frauenpavillon der Weltausstellung in Chicago aus. Magdalene Schweizer vertrat zusammen mit Anna Peters, Camilla Zach-Dorn, Luise Walther, Marie Wiest und Eugenie Andler das Königreich Württemberg. Schweizer beteiligte sich in Chicago 1893 mit einem Fächer, bemaltem Porzellan und textilen Arbeiten.
Atelier in Feldstetten
Nach dem Ersten Weltkrieg 1918 zog Schweizer an ihren Geburtsort nach Feldstetten um, wo sie sich ein Atelier aufbaute.

## Werke
Folgende Werke sind über Ausstellungskataloge beschrieben, ihr Verbleib ist jedoch unbekannt:
- Fächer, Weltausstellung Chicago 1893[17]
- Entwürfe für Frühstücksbesteck, Erste Ausstellung des Württembergischen Malerinnenvereins im Museum der Bildenden Künste.[18]
- Fächer, Fächerausstellung des Württembergischen Malerinnenvereins im Württembergischen Kunstverein.[19]
- Tischtuch, Teller und Holzbank, Dritte Ausstellung des Württembergischen Malerinnenvereins im Museum der Bildenden Künste.[20]
- Florale Komposition (als Rahmung einer Zeichnung von Agnes Grünenwald), Florale Deckblättergestaltung eines Fächers und Tischdeckenentwurf mit Spitze und Stickerei.[21]
- Blumenstücke und Keramiken, Ausstellung des Württembergischen Malerinnenvereins 1901 im Königlichen Landesgewerbemuseum Stuttgart.[22]
- Gemälde, Ausstellung des Württembergischen Malerinnenvereins 1905 im Königlichen Landesgewerbemuseum Stuttgart.[23]
- Textilien, Ausstellung Kirchlicher Kunst Schwabens in Stuttgart 1911.[24]

## Ausstellungen
Magdalene Schweizer beteiligte sich an folgenden Ausstellungen mit ihren Werken:
- 1891: Deutsche Fächerausstellung, Karlsruhe. Mit historischen, aber vor allem neuen Fächern zeitgenössischer Künstler.[25][26]
- 1893: Weltausstellung in Chicago.
- 1893 und 1899: Ausstellung des Württembergischen Malerinnenvereins im Museum der Bildenden Künste.
- 1894: Fächerausstellung im Württembergischen Kunstverein Stuttgart. Besondere Ausstellungsstücke waren die sogenannten Brisé-Fächer, auf deren Stäbchen unterschiedliche Künstlerinnen charakteristische Sujets malten.[27]
- 1909: Ausstellung in der Atelierhaus-Galerie der Württembergischen Malerinnenverein Stuttgart
- 1911: Ausstellung kirchlicher Kunst Schwabens

## Mitgliedschaften
Magdalene Schweizer war Mitglied in folgenden Vereinen:
- Gründungsmitglied des Württembergischen Malerinnenvereins, Stuttgart (Mitglied 1893–1923)
- Verein der Berliner Künstlerinnen
- Engagiertes Mitglied im Württembergischen Lehrerinnenvereins (gegründet 1890)[6]
- Verein Frauenbazar für Kunst und Kunstgewerbe